# 希斯蒂夫
希斯蒂夫（羅馬化：Shystiv）是烏克蘭西部沃倫州沃洛德米爾區济姆内市镇的村莊。始建於1577年，面積0.9平方公里，海拔高度203米，2001年人口158，人口密度每平方公里3.7人。